# Joe Roff
Joseph Ward Cosmos Roff, detto Joe (Melbourne, 20 settembre 1975), è un ex rugbista a 15 australiano, utility back dei Brumbies fin dal loro esordio nel Super 12; campione del mondo nel 1999, vanta anche due titoli del Super 12 nel 2001 e nel 2004, e ha disputato due Varsity Match consecutivi con la maglia dell'Università di Oxford.

## Biografia
Compiuti gli studi superiori al Marist College di Canberra, dove iniziò la pratica rugbistica, divenendo anche capitano della squadra locale; nel 1996 fece parte della formazione dei Brumbies che inaugurò il Super 12.
Militante, a livello di club, nel Tuggeranong Vikings, squadra del territorio della capitale australiana, esordì ancora dilettante negli Wallabies: fu nel corso della Coppa del Mondo di rugby 1995 in Sudafrica che Roff disputò la prima delle sue 86 partite internazionali; l'esordio, con meta, gli valse anche il titolo statistico di marcatore più giovane della competizione, battuto solo nella Coppa del Mondo di rugby 2011 dal gallese George North.
Nel 1999 si laureò campione del mondo nel corso della Coppa che si tenne in Galles.
Nell'interstagione 2000-01 Roff ebbe una breve esperienza nel campionato francese nelle file del Biarritz, lì chiamato dalla coppia di tecnici Lagisquet-Rodriguez.
Di nuovo in Australia, con i Brumbies si aggiudicò il Super 12 2001, il primo a essere vinto da una franchise non neozelandese: la finale vide proprio Roff, autore di due mete ai sudafricani Sharks, tra i protagonisti dell'incontro.
Nel 2003 fu, ancora, in squadra nella sua terza Coppa del Mondo consecutiva, che l'Australia disputava in casa e nella quale giunse fino alla finale, poi persa contro l'Inghilterra; le ultime esperienze internazionali e nel Super 12 furono nel 2004, quando Roff vinse il suo secondo titolo con i Brumbies e disputò il suo ottantaseiesimo incontro con gli Wallabies, contro i Pacific Islanders ad Adelaide.
Terminata la carriera in Australia, si trasferì in Giappone ai Kubota Spears in Top League nel 2005 e, nel 2006, decise di smettere con il rugby professionistico per un post-dottorato in economia, scienze politiche e filosofia all'Università di Oxford, nel Regno Unito.
Entrò quindi a far parte della squadra di rugby dell'Università e, nel 2007, fu chiamato a rappresentare Oxford nel consueto match di fine anno a Twickenham contro Cambridge, il Varsity Match.
Il 2007 fu anche l'anno in cui la Fondazione Australia Day conferì a Roff l'onorificenza di "Giovane australiano di maggior successo dell'anno nel Regno Unito"; nel periodo inglese fu convocato anche dai Barbarians in diverse occasioni, l'ultima delle quali nel giugno 2007 come capitano nell'incontro celebrativo del centenario della squadra di rugby della British Army, l'esercito britannico.
Dell'agosto 2010, infine, è la notizia dell'ammissione di Roff nella ACT Brumbies Hall of Fame, galleria di figure celebri del club di Canberra.

## Palmarès
- Coppe del mondo: 1
Australia: 1999
- Super Rugby: 2
Brumbies: 2001, 2004